# ティール (オランダ)
ティル（オランダ語: Tiel [til] ( 音声ファイル)）は、オランダのヘルダーラント州にある基礎自治体（ヘメーンテ）。ライン川下流のワール川に面しており、同川から分岐してユトレヒトを経由してアムステルダムまで開削されたアムステルダム・ライン運河の起点にあたる。ここに町が造られたのは、5世紀頃であると言われている。
ベテゥベ地域の中心都市であり、オランダ国内で、リンゴや洋ナシ、桃やさくらんぼ等の果実の大生産地の一つである。有名な果実ジャムの生産メーカーであるデ・ベトュエがティルに工場を持っていたが、1993年に工場はブレダに移転した。現在ではジャム博物館とフリッペ像が残るのみである。また、かつてはピューター（金属製品の一つ）の生産でも有名であり、ピューター博物館があるとともに、2004年に一旦閉鎖された最後のピューター工場が現在でも操業を続けている。
この街は、オランダで最も古く成立した街の一つであり、かつてはリンヘ川沿いにあり、9世紀にドレスタット交易連合が崩壊するまでの中世初期において、重要な交易都市として栄えていた。その後、中世後期にはハンザ同盟に加盟している。この街はまた、2つの大きな教会があることでも有名で、そのうちの一つはドイツ騎士団に属した参事会管理教会を起源とするシント・ワルブルフ教会である。なお、旧市街は第二次世界大戦時にかなりの部分が破壊されており、現存していない。
毎年9月の第2日曜日には、ティルの収穫祭と呼ばれるベテゥベ地域の果実収穫を祝う祭りが行われ、果実が飾り付けられたフロートによるパレードが行われることでも有名である。同じ週の週末にはワール川河畔で音楽祭（Appelpop）が開かれる。

## 交通
道路
- 高速道路A15が自治体内を通過している。

鉄道
オランダ鉄道のティル駅は、ユトレヒトとアーネムを結ぶ支線の中間に位置し、ユトレヒト行きおよびアーネム行きが1時間に2本運行されている。各駅停車でユトレヒトまでの所要時間は約40分である。